# Hegyi elénia
A hegyi elénia (Elaenia frantzii) a madarak osztályának a verébalakúak (Passeriformes) rendjébe és a királygébicsfélék (Tyrannidae) családjába tartozó faj.

## Rendszerezése
A fajt George Newbold Lawrence amerikai amatőr ornitológus írta le 1865-ben.
Tudományos faji nevét Alexander von Frantzius német természettudósról kapta. Magyar neve forrással nincs megerősítve, lehet, hogy az angol név tükörfordítása (Mountain Elaenia).

## Alfajai
- Elaenia frantzii browni Bangs, 1898
- Elaenia frantzii frantzii Lawrence, 1865
- Elaenia frantzii pudica P. L. Sclater, 1871
- Elaenia frantzii ultima Griscom, 1935[2]

## Előfordulása
Costa Rica, Guatemala, Honduras, Nicaragua, Panama, Salvador, Kolumbia és Venezuela területén honos.
Természetes élőhelyei a szubtrópusi és trópusi síkvidéki és hegyi esőerdők, valamint legelők, szántóföldek és másodlagos erdők. Állandó, nem vonuló faj.

## Megjelenése
Testhossza 14 centiméter.

## Életmódja
Rovarokkal és gyümölcsökkel táplálkozik.

## Természetvédelmi helyzete
Az elterjedési területe nagyon nagy, egyedszáma pedig stabil. A Természetvédelmi Világszövetség Vörös listáján nem fenyegetett fajként szerepel.